# Abbott i Costello spotykają Jekylla i Hyde’a
Abbott i Costello spotykają Jekylla i Hyde’a (ang. Abbott and Costello Meet Dr. Jekyll and Mr. Hyde) – amerykańska komedia z 1953 roku. Film jest parodią licznych ekranizacji noweli Doktor Jekyll i pan Hyde Roberta L. Stevensona. W filmie wystąpił aktorski duet Abbott i Costello.

## Fabuła
Dwaj amerykańscy policjanci, Slim oraz Tubby, przyjeżdżają do Londynu, na szkolenie prowadzone przez Scotland Yard. Tymczasem w mieście kolejni ludzie padają ofiarą nieuchwytnego mordercy zwanego pan Hyde. Nikt nie podejrzewa, że zabójcą jest doktor Jekyll.

## Obsada
- Bud Abbott – Slim
- Lou Costello – Tubby
- Boris Karloff – Dr Henry Jekyll i Pan Hyde
- Helen Westcott – Vicky Edwards
- Reginald Denny – Inspektor
- John Dierkes – Batley